# إدوارد جونز (صحفي)
إدوارد جونز (بالإنجليزية: Edward Jones) هو صحفي ورياضياتي أمريكي، ولد في 7 أكتوبر 1856 في ورسستر في الولايات المتحدة، وتوفي في 16 فبراير 1920 في نيويورك في الولايات المتحدة.

## وصلات خارجية
- إدوارد جونز على موقع إن إن دي بي (الإنجليزية)